# All-4-One
All-4-One – amerykańska grupa rhythmandbluesowa założona na początku lat 90. w Kalifornii. Tworzą ją: Tony Borowiak, Jamie Jones, Delious Kennedy i Alfred Nevarez. Debiutancki longplay zespołu, zatytułowany „All-4-One” znalazł się w zestawieniu dziesięciu najlepszych płyt przede wszystkim dzięki doskonałemu utworowi „I Swear”. Piosenka zajmowała pierwsze miejsce notowania przez jedenaście tygodni. Kolejny album kwartetu „And the Music Speaks” ukazał się w roku 1995, kolejną płytę „On and On” zespół wydał w 1999. W 2002 roku zespół przypomniał o sobie krążkiem „A41”. W 2004 grupa wydała krążek „Split Personality”, a w 2007 płytę „7”.

## Dyskografia
- 1994 „All-4-One”
- 1995 „And the Music Speaks”
- 1999 „On and On”
- 2002 „A41”
- 2007 „7”
- 2009 „No Regrets”